# Абрикосовое варенье (рассказ)
Абрико́совое варе́нье — рассказ Александра Солженицына. Написан в 1994 году, напечатан впервые в 1995 году в журнале «Новый мир» № 10 вместе с рассказами «Молодняк» и «Настенька». Относится к серии «двучастных рассказов».

## История
В 1990 году А. Солженицын завершил эпическое повествование «Красное колесо» и у него появилась возможность обратиться жанру рассказа.
Солженицын писал: «Давно я задумал и томлюсь по жанру рассказов двучастных. Этот жанр — просто сам просится в жизнь. Мне видится несколько типов или видов таких рассказов. Простейший: один и тот же персонаж, или два-три их, в обеих частях-половинках, но разделённых временем — хоть малым, хоть годами. (Да это само собой, и незадуманно, встречается во многих литературных сюжетах).»
В 90-е годы Солженицын написал восемь двучастных рассказов, в том числе, «Абрикосовое варенье». Рассказ был напечатан в журнале «Новый мир» № 10 в 1995 году.

## Содержание
Первая часть рассказа представляет собой письмо знаменитому советскому писателю, прообразом которого послужил Алексей Толстой, написанное сыном раскулаченных родителей, Фёдором Ивановичем, жившим ранее в селе Лебяжий Усад Курской губернии, а потом отправленного в Белгород, Дергачи и др. В своём письме он рассказывает о своих болезнях, тяжёлой работе, скитаниях, пережитых им за недолгую жизнь.
Автор письма пишет: «На телегах всю семью нашу и ещё несколько повезли в Белгород — и там загнали нас в отнятую церковь как в тюрьму, и свозили туда со многих сёл, на полу места не было лечь, а продукты кто какие из дома привёз, ничем не кормили. А эшелон на станцию подали к ночи, заварилась большая суматоха при посадке, конвой метался, фонари мелькали. И отец сказал: „Хоть ты бежи“. И удалось мне в толпище скрыться. А мои односемьяне поехали в тайгу, в тупик жизни, и ничего о них больше не знаю». В заключение Фёдор Иванович обращается к писателю с просьбой выслать ему продуктовую посылку.
Во второй части рассказа писатель, член ЦИКа, сидит за чайным столом в компании профессора киноведения Василия Киприановича. Собеседники обсудили типы написания сценария. Писатель посетовал, что он окружён всенародным почётом, вниманием партии, правительства и высоким вниманием товарища Сталина, поэтому и писать должен могуче! Потом он прочитал письмо и обнаружил в нём живые народные слова, «первозданный язык» и «речевую находку». Писатель восклицает: «Какое своевольное, а вместе с тем покоряющее сочетание и управление слов! Завидно и писателю!».
Однако отвечать и помогать отчаявшемуся человеку он не собирался. Символом достатка и стабильности в этом рассказе становится абрикосовое варенье. Когда-то абрикосовое дерево украшало крестьянский двор. При раскулачивании его спилили. Теперь варенье из абрикосов является атрибутом щедрого чайного застолья в доме вписавшегося в эпоху писателя.

## Прототипы
- Писатель — Алексей Николаевич Толстой[3]
- Критик Ефим Мартынович — Осип Мартынович Бескин (по мнению В. В. Радзиховского), Леопольд Леонидович Авербах (по мнению Л. И. Колобродовой)[3]
- Профессор Василий Киприанович — Валентин Константинович Туркин[3]

## Критика
В рассказе «Абрикосовое варенье», в отличие от «Эго» и «На краях», описан вариант компромисса с действительностью — полное подчинение окружающей сытой действительностью и естественное забвение мук совести. Автор письма, хоть и представлен деревенским парнем, а пишет глубокие мысли — мол, прочитал в книгах писателя — «героизм у нас становится жизненным явлением, цель и смысл жизни — труд в коммунистическом обществе. На это скажу вам, что вещество того героизма и того труда — слякотное, заквашено на нашей изнемоге».
Пренебрежение к просьбе в письме замученного человека описана в реплике Писателя, когда его спрашивают о связи с корреспондентом: «Да что ж отвечать, не в ответе дело. Дело — в языковой находке».
Серией двучастных рассказов Солженицын создал новую жанровую разновидность рассказа, продемонстрировав неожиданные художественные возможности этого жанра. Критик Владимир Новиков отмечает: «Тематически эти рассказы связаны с прошлым, но по сути своей адресованы будущему».